# Вартинов тумор
Вартинов тумор је бенигни тумор пљувачних жлезда.

## Презентација
Тумори пљувачне жлезде обично су присутни као кврга или отеклина на захваћеној жлезди. Обично у  раним фазама није могуће разликовати бенигни тумор од малигног. Један од кључних диференцирајућих симптома малигног раста је захватање живаца; на пример, знакови оштећења живца лица (нпр. парализа лица) повезани су са малигним паротидним туморима. Бол на лицу и парестезија такође су врло често повезани са злоћудним туморима. Ако се тумор рано открије може се избегнути ова последица.

## Дијагноза
Постоје више врста дијагнозе Вартинов тумора а неки од њих су:
- Оскултација: доктор оскултује пацијента проверавајући усну дупљу и регион испод ушију.
- Езофагогастродуоденоскопија: Доктор проверава унуташње органе у потрази за израслинама.
- Биопсија: ако је доктор пронашао сумњиву израслину, исечак исте ће бити послат у лабораторију на испитивање.[3]

## Лечење
Лечење зависи од типа, еста и еволуције тумора. Три основне терапије које доктор може преписати су:
- Хирургија: Одстрањивање тумора
- Радиотерапија: ако је тумор постао малигни, потребно је користити радиотерапију.
- Хемиотерапија: За сада нема поузданих информација да је хемиотерапија поуздана током лечења Вартиновoг тумора.[5]